# Бургундське графство
47°05′32″ пн. ш. 5°29′23″ сх. д. / 47.092222° пн. ш. 5.489722° сх. д.

Герб графства Бургундія до XIII століття

Бургундське графство (фр. Comté de Bourgogne), відоме також як Вільне Бургундське графство   або Франш-Комте (фр. Franche Comté de Bourgogne) — середньовічне графство, потім пфальцграфство, що утворилось у складі Верхнього Бургундського королівства і включило до свого складу території між Соною та горами Юра. До XI століття графство набуло відносної самостійності, залишаючись у складі Священної Римської імперії. З 1366 року за ним закріпилась назва Франш-Конте (фр. Franche Comté — «Вільне Графство»).  У 1674 році французькі війська зайняли Франш-Конте, і область відійшла до Французького королівства за умовами Німвегенського миру 1678 року

## Географія
Графство розташовувалось на території сучасної французької провінції Франш-Конте. Воно включало області Везуль (фр. Vesoul), Безансон (фр. Besançon), Доль (фр. Dole), Лонс-ле-Соньє (фр. Lons-le-Saunier), Понтарльє (фр. Pontarlier).

## Історія

### Виникнення графства

Бургундські графства у IX столітті

За Верденською угодою 843 року графства Верхньої Бургундії (Портуа, Варе, Ескуан, Аму, Ажуа), з земель яких у майбутньому утворилось Бургундське графство, були включені до Середнього Франкського королівства імператора Лотара I, а після його смерті 855 року перейшли у спадок за Прюмським договором до його сина Лотару II, королю Лотарингії.
У 858 році Ед I, граф Труа, взяв участь у повстанні нейстрійської знаті проти короля Західного Франкського королівства Карла Лисого. Але наступного року повстання було придушено, й Ед втратив своє графство, знайшовши притулок в Бургундії на схід від Сони. Там він отримав більшу частину графства Варе. У 867 році Карл Лисий повернув йому графство Труа, приєднавши до нього ще й Отен. По смерті короля Лотара II у 870 році та розділу Лотарингії між Карлом Лисим і Людовіком Німецьким за Мерсенською угодою Карл Лисий передав Еду у володіння графство Портуа й визнав за ним частину графства Варе, а саме Безансон. Інші ж землі були включені до складу держави Людовіка Німецького.
Після смерті Еда у 870 році панівне положення у Верхній Бургундії перейшло до архграфа Рофруа (пом. 895 року). У 876 році графом Варе став син Еда — Гі (пом. 882 року).
Після проголошення королем Бозона в жовтні 879 року верхньобургундські графства опинились у складі Нижнього Бургундського королівства, але невдовзі вони перейшли до складу володінь короля Карла III Товстого. Після скинення Карла у 888 році графства Верхньої Бургундії увійшли до складу утвореного королівства Верхньої Бургундії.
У 914 році графом Варе й Портуа став Гуго Чорний, син герцога Бургундії Річарда Заступника. Після смерті герцога Аквітанії Гільйома I у 919 році він успадкував Ліон. До 921 року він став наймогутнішим графом у цьому регіоні (архграфом). Цьому сприяло те, що королем Франції 923 року стає його брат Рауль. У 927 році Гуго розповсюдив свій вплив на графство Макон внаслідок припинення Овернського дому. При цьому він спирався на віконта Макона Обрі (Альберіка).
Після смерті 936 року брата, короля Рауля, Гуго відмовився визнати королем Людовика IV. Він вирушив до своїх бургундських володінь, де спирався на своїх відданих васалів — Жильбера, графа Шалона й Бона, Обрі I, віконта Макону та його сина Лєто, Роберта, віконта Діжона. У 937 році він відмовився скласти васальну присягу своїми володіннями королю Бургундії Конраду, оскільки той у цей час перебував у полоні у короля Німеччини Оттона I. Того ж року до Бургундії вторглись угорці, спустошивши Безансон. У 938 році Гуго був змушений підкоритись королю Людовіку, в результаті чого король Франції розповсюдив свій вплив на Верхню Бургундію, стаючи сюзереном Ліона та В'єнна. У 941 році під тиском короля Оттона I Гуго був змушений примиритись із Гуго Великим та Гербертом де Вермандуа. Але вже 943 року він знову вступив у конфлікт з Гуго Великим й був змушений поступитись тому половиною Бургундського герцогства. А в 944 році він розповсюдив свій вплив на В'єнн, де у цей час правив його близький родич Карл-Костянтин.
У цей час у графствах посилився вплив віконта Макона Обрі I (пом. бл. 945 року). Син віконта Нарбонни Майєля, Обрі отримав Макон завдяки одруженню з Толаною, спадкоємицею віконта Ракульфа. З благословення Гуго Чорного й короля Бургундії Конрада він поширив свій вплив на територію Салена, Понтарльє і Безансона. Його племінник Майєль був того часу абатом Клюні. Після смерті Обрі у 945 році його володіння були розділені між синами. Лєто II (бл. 910—965) став графом Макона й Безансона, а його брат Гумберт успадкував Сален. Вони обидва склали васальну присягу Гуго Чорному.
Після смерті Гуго Чорного 952 року Лєто став наймогутнішим феодалом у Верхній Бургундії. Одружений з Ірменгардою, сестрою Жильбера де Вержі, який успадкував бургундське герцогство, він був його прибічником.
Після смерті Лєто у 965 році володіння успадкував його син Обрі II (бл. 943—982). Про його правління не відомо практично нічого. По його смерті графство перейшло до Отто-Гільйома, який став першим графом Бургундії.

### Іврейська династія

#### Правління графа Отто-Гільйома
Отто-Гільйом (бл. 958—21 вересня 1026) був онуком короля Італії Беренгара Фріульського з Іврейської династії. Його батько Адальберт був співправителем батька в Італії у 950—962 роках. Після ув'язнення та заслання батька він безуспішно намагався боротись з імператором Оттоном I. У 968 році він перебрався у графство Шалон до дружини Герберги, дочки графа Ламберта, де й помер. Після його смерті Герберга стала дружиною герцога Бургундії Еда-Генріха.
До 982 року він одружився з вдовою графа Макона Обрі II — Ерментрудою (пом. бл. 1005 року), дочкою графа Рено де Русі (пом. 967), завдяки чому став графом Макона й Безансона. У 980 році його вітчим, Ед-Генріх, герцог Бургундії, передав Отто-Гільйому Неверське графство, а у 982/986 році зробив своїм намісником і графом Бургундії.
У 995 році Отто-Гільйом призначив своїм намісником в Маконі старшого сина, Гі (пом. бл. 1004), а у 1002 році зробив його графом Макона.
У 1002 році помер вітчим Отто-Гільйома, герцог Бургундії Ед-Генріх, що не залишив по собі синів. Отто-Гільйом оголосив себе герцогом, але на герцогство висунув свої права також король Франції Роберт II, двоюрідний брат покійного герцога. В результаті війни 1002—1005 Отто-Гільйом був змушений відмовитись від претензій на герцогство, яке було приєднано до Франції. Проте за ним були визнані володіння й титул графа Бургундії. Також він зберіг свої права на низку графств, що входили до складу герцогства Бургундія (Бомон, Фувен, Ошере).
По смерті старшого сина Гі I, графа Макона, Отто-Гільйом у 1006 році передав Макон його сину Оттону II (його нащадки володіли графством до 1078 року, після чого воно повернулось до графів Бургундії), а своєму другому сину Рено — графства Амуа, Варе й Портуа.
Коли король Бургундії Рудольф III, який не мав синів, визнав своїм спадкоємцем свого племінника, імператора Священної Римської імперії Генріха II, той зажадав васальної присяги від правителів бургундських графств, що спричинило повстання, яке очолив Отто-Гільйом. Упродовж 10 років графство Бургундія відмовлялось визнавати сюзеренітет Імперії.

#### Правління графа Рено I
Після смерті Отто-Гільйома у 1026 році йому спадкував Рено I (бл. 990—1057). У 1027 році він вторгся у графство Шалон, але потрапив у полон до графа Шалону та єпископа Осера Гуго де Шалона. Звільнений він був тільки завдяки втручанню тестя, герцога Нормандії Роберта II.
У 1032 році помер король Бургундії Рудольф III, який заповів королівство імператору Конраду II. Ця смерть спричинила війну за Бургундську спадщину 1032—1034, в якій взяв участь і Рено, що підтримав претензії графа Еда II де Блуа. Перемогу у війні здобув імператор Конрад, приєднавши Бургундське королівство до Імперії. Рено був змушений тікати у Діжон, а графство Бургундія підкорилось Конраду. У 1037 році відбулась битва під Ганолою (між Бар-ле-Дюк та Верденом), в результаті якої армія Еда де Блуа була розбита, а сам він загинув. Але Конрад, зайнятий італійськими справами, не став переслідувати своїх супротивників, запропонувавши їм мир. В результаті Рено визнав себе васалом імператора, отримавши від нього титул намісника (пфальцграфа) Бургундії, який стали використовувати його нащадки.
1039 року новий імператор, Генріх III, наблизив до себе архієпископа Безансона Гуго I де Сален, що підтримував імператора Конрада під час війни. У січні 1042 року Гуго став канцлером Бургундського королівства, а 1043 року імператор надав Безансону статус імперського міста, що підпорядковувалось архієпископу, вивівши з його підпорядкування графа Бургундії.
У 1044 році імператор Генріх продовжив винагороджувати тих, хто підтримав його батька. Він віддав графство Монбельяр графу Луї де Муссон, що призвело до нового заколоту Рено проти імператора. Він спробував захопити Монбельяр, але був розбитий, що змусило його визнати незалежність Монбельяра від Бургундії.
Рено помер 1057 року, переживши імператора Генріха на рік. Графство успадкував його син, Гільйом I Великий.

#### Правління графа Гільйома I Великого та його синів
Гільйом I Великий (бл. 1024—12 листопада 1087) був одним з найвизначніших правителів в історії Бургундії. Перші роки його правління пройшли у боротьбі з молодшим братом Гі (пом. 1069), графом Вернона й Бріона. Гі після смерті герцога Нормандії Роберта I, висував, свої права на нормандський престол. Але його боротьба завершилась невдачею, після чого Гі виступив проти старшого брата за Бургундію. Тільки після смерті Гі у 1069 році війна припинилась.
Зміцненню положення Гільйома сприяло малолітство імператора Генріха IV, регентшею за якого була його мати, Агнес де Пуатьє, двоюрідна сестра Гільйома. Окрім того, у 1066 році помер архієпископ Безансона Гуго I де Сален, який був прибічником підпорядкування Бургундії імперії.
На Різдво 1076 року Гільйом I зустрічав імператора Генріха IV, відлученого папою римським Григорієм VII від церкви, в Безансоні, коли той вирушав до Італії. У 1078 році Гільйом отримав в управління графство Макон, правитель якого, граф Гі II де Макон (пом. 1109) прийняв постриг у ченці в монастирі Клюні.
У 1085 році помер архієпископ Безансона Гуго II. Гільйому I вдалось домогтись обрання архієпископом свого сина Гуго III (бл. 1067—13 вересня 1101), підкоривши своєму впливу церковну владу в графстві. Ще один син, Гі (бл. 1064—12 грудня 1124) (майбутній Папа Римський Калікст II) став архієпископом В'єнна.
Гільйом I мав численне потомство. Після його смерті графство Бургундія успадкував його другий син Рено II (бл. 1056—1097). Графство Макон опинилось у спільному володінні Рено II та його молодшого брата Етьєна I Хороброго (бл. 1057—27 травня 1102). А Раймонд (бл. 1059—24 травня 1107) одружився з Урракою (24 червня 1081—8 березня 1126), королевою Кастилії і Леону з 1109 року, ставши родоначальником Бургундської королівської династії Кастилії й Леону. Його дочки Сибілла (бл. 1065—після 1103) дружина герцога Бургундії Еда I Борреля (бл. 1058—23 березня 1103), Гізелла (бл. 1070—після 1133) — за Гумберта II Савойського (1070—14 жовтня 1103), графа Мор'єнна, Ірментруда (бл. 1058—після 8 березня 1105) — за Тьєррі I (1045—1105), графа Бар-ле-Дюк, Монбельяра та Пфірта, а Клеменція (бл. 1071—бл. 1133) спочатку за Роберта II (1065—5 жовтня 1111), графа Фландрії, після його смерті за Жоффруа (Готфріда) I Бородатого (1060—1139), графа Лувена.
Граф Рено II через шлюб ще збільшив свої володіння, одружившись зі спадкоємицею графства Олтінген. Рено II помер 1097 року під час 1-го хрестового походу, в якому брали участь також його брати Етьєн I, що успадкував титул графа Бургундії, а також Гуго III, архієпископ Безансона. Вони також померли у Палестині, що значно послабило позиції роду в Німеччині.

#### Графство у 1-й половині XII століття
Правління сина Рено Гільйома II Німецького (вбито після 3 січня 1125), що отримав своє прізвисько або через походження матери, або через шлюб із німкенею, тривало до 1125 року, коли його було вбито в результаті змови баронів, коли він намагався захопити графство Валє. Його малолітній син Гільйом III Дитя (бл. 1110—1127) був убитий баронами у лютому 1127 року, після чого на графство висунули права син Етьєна I Рено III (бл. 1090—22 січня 1148), а також Конрад фон Церінген, родич Гільйома III з боку матері. Переможцем вийшов Рено III.
Ставши графом Бургундії, Рено відмовився визнавати своїм сюзереном імператора Лотара Суплінбурзького. Рено обґрунтовував це тим, що Лотар не був нащадком королів Бургундії і, відповідно, не мав прав на графство. Рено переніс свою резиденцію у Доль, що став столицею графства.
Незалежним графство лишалось недовго. Новий німецький король Конрад III (з династії Гогенштауфенів), обраний 1138 року, оголосив про те, що конфіскує володіння Рено III й передає їх Конраду фон Церінгену. У війні, що розгорілась, Конрад зміг захопити Рено у полон й доставити його до імператора. В результаті Рено був змушений підкоритись імператору, але при цьому втратив частину своїх володінь на сході Юри, а Конрад отримав титул «ректор Бургундії».
Після смерті Рено III у 1148 році графство успадкувала його малолітня дочка Беатрис I (бл. 1145—15 листопада 1184). Її опікуном та регентом графства став молодший брат Рено, Гільйом III (бл. 1095—27 вересня 1155), граф Макона (в Бургундії він носив ім'я Гільйом IV). Він спробував присвоїти собі титул графа, ув'язнивши свою племінницю, але на захист її прав виступив Конрад.
Після смерті Гільйома III імператор віддав Беатрис за свого племінника Фрідріха Барбароссу, завдяки чому графство Бургундія перейшло до дому Гогенштауфенів. Сини Гільйома, Жерар I (бл. 1125—15 вересня 1184), граф Макона і Вьєнна, та Етьєн II (бл. 1122—21 липня 1173), граф Осона, були виключені зі списку спадкоємців графства Бургундія, хоч і зберегли вплив у регіоні.

### Гогенштауфени
У 1156 році графство як придане дружини перейшло під управління імператора Фрідріха I Барбаросси (1122—10 червня 1190). По його смерті 1189 року Бургундія перейшла у володіння його третього сина — Оттона I (бл. 1170—1200). У Оттона не було синів, лише дві дочки. Спочатку графство у 1200 році перейшло до Жанни, а після її смерті 1205 року — до її сестри Беатрис II, яка управляла графством спільно з матір'ю, Маргаритою де Блуа. Щоб припинити заворушення в графстві, її дядько, король Німеччини Філіп Швабський у 1208 році видав Беатрис у шлюб з Оттоном II, герцогом Меранським. Але це спричинило конфлікт у 1208—1211 роках між Оттоном і графом Осона Етьєном III, онуком графа Гільйома III, який бажав одружити з Беатрис свого сина Жана й повернути графство під управління Іврейського дому.

### Андекська (Меранська) династія
Оттон II і його син Оттон III, чужі за походженням, мовою й культурою, практично не брали участі в управлінні графством, живучи в основному у своїх німецьких володіннях. Тому граф Осона, якого підтримували король Франції, герцог Бургундії та архієпископ Безансона, постійно очолював невдоволених таким становищем місцевих феодалів. У 1225/1227 році це вилилось у справжню війну, в якій взяли участь також і герцог Бургундії та граф Шампані.
Починаючи з 1230 року одним з найвпливовіших людей в графстві стає граф Шалону Жан I Мудрий, син графа Осона Етьєна III. У 1214 році він одружився з Маго, дочкою герцога Бургундії Гуго III. У 1236 році він одружив свого сина Гуго з Алісою Меранською, дочкою графа Оттона II. У 1237 році Жан обміняв герцогу Гуго Шалон та Осон на сеньйорію Сален й низку інших володінь, які принесли йому великий статок завдяки своїм солончакам, а також дозволили більш активно втручатись до бургундських справ. Окрім того ці володіння дозволили йому стягувати дорожні податки, оскільки саме через них проходила дорога з Італії до Франції. Окрім того Жан усіляко намагався збільшити свої володіння, викупаючи права на різні землі (їх у Бургундії у нього було понад п'ятдесят).
Оттон III Меранський помер 1248 року. Дітей він не мав, через що його німецькі володіння було розділено між далекими родичами. Бургундію ж він ще за життя заповів своїй сестрі Алісі, дружині Гуго де Шалона.

### Династія Шалон

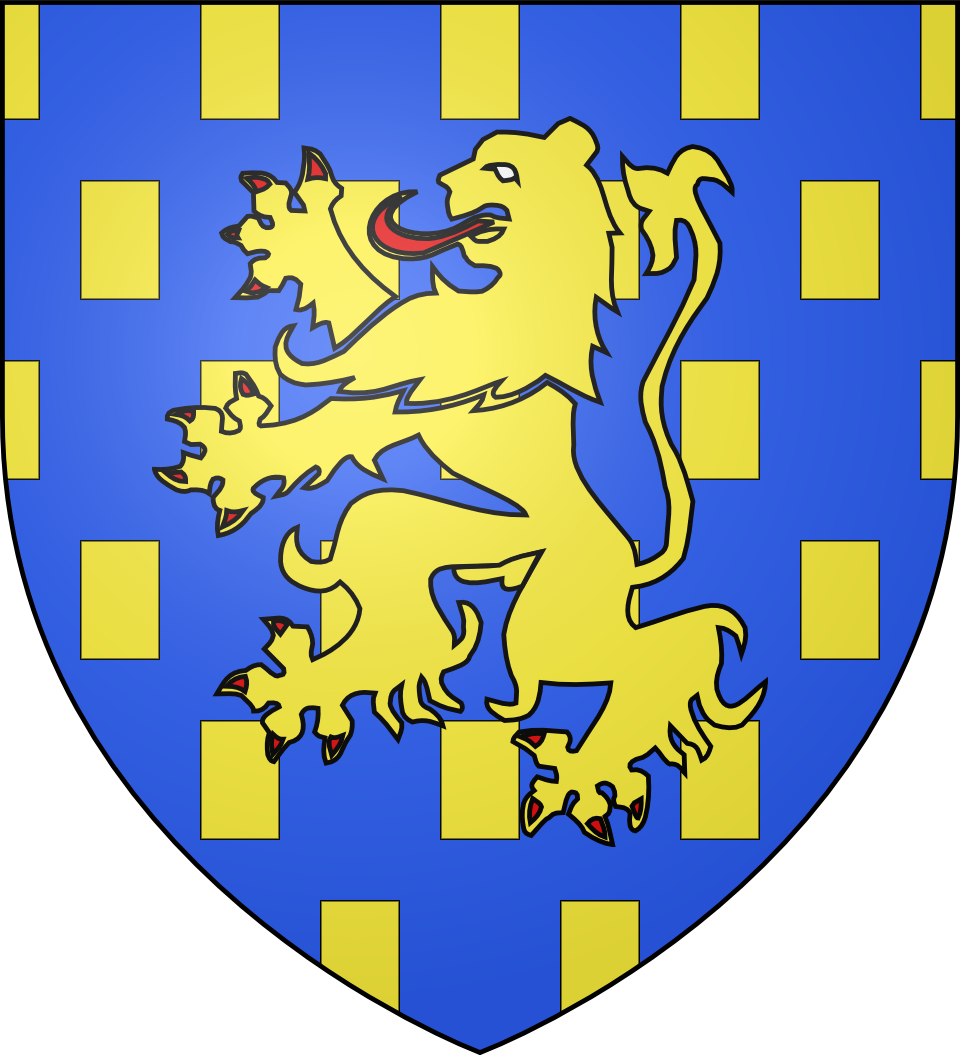
Герб графства Бургундія після XIII століття

Правління Гуго було доволі спокійним. З 1250 року у Гуго постійно виникали конфлікти з батьком, що бажав правити Бургундією від імені своєї невістки. У 1258 році повстало населення Безансона проти архієпископа Гільйома. Повстання підтримали Жан і Гуго, в результаті чого воно охопило все бургундське графство. У 1259 році повстання засудив папа Олександр IV, який закликав втрутитись короля Франції Людовика IX й герцога Бургундії Гуго IV. Повстання припинилось 1260 року.
Гуго помер у 1267 році, а Жан Мудрий — за рік, залишивши від трьох шлюбів численне потомство. Графство Бургундія до 1279 року перебувало під управлінням вдови Гуго, Аліси Меранської, що у 1268 році вступила в шлюб повторно — з Філіпом Савойським. Володіння ж Жана Мудрого розділили його живі на той момент сини. Один син, Жан де Шалон (1243—1309), сеньйор де Рофор, отримав землі на півдні графства. Окрім того, після шлюбу з Алісою, онукою герцога Гуго IV, він успадкував Осерське графство. Інший син, Жан де Шалон-Арлєй (1259—1315), успадкував володіння на півдні Юри, в центрі Бургундії, а також Безансон.
Після смерті Аліси Меранської у 1279 році графство перейшло під управління сина, Оттона IV. Початок його правління пройшов у суперництві з дядьком, Жаном де Шалон-Арлєй. Оттон був прибічником короля Франції, а Жан — Священної Римської імперії, правителем якої у ті часи став Рудольф I Габсбург. У 1289 році імператор скористався конфліктом між графом Базеля і графом Монбельяра Рено (братом Оттона IV), вирішивши підкорити графство своєму впливу. Підтримувана Жаном де Шалон-Арлєй, 20-тисячна армія Рудольфа вторглась у графство, захопивши Монбельяр та узявши в облогу Безансон, де переховувались Оттон і Рено. Але місто Рудольфу захопити так і не вдалось, але він спустошив його околиці. Але Оттон був змушений підкоритись імператору. Безансон при цьому отримав особливий статус і свободу управління, при цьому його було виведено з підпорядкування архієпископа. Жан де Шалон-Арлєй, завдяки підтримці імператора, став у 1293 році мером Безансона, а наступного року став віконтом Безансона.
У пошуках захисту від претензій Рудольфа, Оттон IV у 1291 році одружився другим шлюбом із Маго (1268—1329), дочкою Роберта II, графа Артуа. Завдяки цьому він зблизився з французьким королівським двором. Згодом він уклав таємну угоду з королем Франції Філіпом IV, за якою зобов'язався видати старшу дочку, Жанну, за другого сина короля — Філіпа, як придане він зобов'язався передати графство Бургундія. За тією самою угодою друга дочка, Бланка, була заручена з молодшим сином короля — Карлом.

### Династія Капетингів
У 1295 році Філіп Красивий, не бажаючи чекати шлюбу, змусив Оттона поступитись графством за 100000 ліврів. Однак більша частина дворян відмовилась визнати Філіпа правителем, об'єднавшись навколо Жана де Шалон-Арлєй. Повстання підтримала Англія та імператор, які фінансували його. Лише 1301 року дворяни графства підкорились королю. Жан де Шалон-Арлєй у 1303 році отримав королівську пенсію.
Оттон IV, що продовжував носити титул пфальцграфа Бургундії, служив королю Філіпу. Він помер 1302 року від поранення, отриманого у битві при Касселі. Його малолітній син Роберт носив титул пфальцграфа до самої смерті у 1315 році, але реально графством розпоряджався король Франції Філіп. У 1306 році він призначив губернатором графства Жана де Шалон-Арлєй. Шлюб між сином короля Філіпом Довгим і Жанною II (бл. 1293—1330), дочкою Оттона IV, що відбувся 1307 року, не змінив нічого, Жан де Шалон-Арлєй продовжував управляти графством від імені короля. Того ж року сталось нове повстання, що завершилось безрезультатно.
Після смерті короля Філіпа IV у 1314 році Жанна й Філіп Довгий змогли вступити в управління графством. Ставши 1316 року королем, Філіп V доручив управління графством дружині, яка правила ним до самої смерті у 1330 році. В управлінні графством їй часто допомагала мати, Маго, що стала 1302 року графинею Артуа. Сам король Філіп V помер 1322 року, не залишивши синів. Ще за життя він заповів графство Бургундія своїй старшій дочці, Жанні II (1308—1347), яка у 1318 році була видана за герцога Бургундії Еда IV (бл. 1295—1350). Після смерті Жанни II у 1330 році Бургундське графство разом із графством Артуа увійшло до складу Бургундського герцогства.
У складі Бургундського герцогства Бургундське графство, яке з 1336 року в офіційних документах стало називатись Вільне графство або Франш-Конте, пробуло до 1361 року, коли помер бездітним герцог Філіп Руврський, що успадкував графство після смерті Жанни III у 1347 році. Після чого графство разом із Артуа перейшло до молодшої дочки короля Філіпа V й Жанни II — Маргарити I (1310—1382), вдови Людовіка I Неверського, графа Фландрії, яка правила ними до самої смерті.

### Дім Дамп'єр
Після смерті Маргарити Франш-Конте й Артуа перейшло під управління її сина, графа Фландрії Людовика II Мальського (1330—1384), а по його смерті — до дочки Людовика II Маргарити II (1350—1405), яка була одружена з герцогом Бургундії Філіпом II Сміливим. Завдяки цьому шлюбу Франш-Конте остаточно увійшло до складу герцогства Бургундія і як незалежне володіння більше не існувало.

### Франш-Конте після XV століття
У XIV—XV століттях Франш-Конте входило до складу Бургундської держави, що управлялось бургундськими герцогами, а з 1477 року увійшло до складу володінь Габсбургів. У 1558 році під час розділу Габсбурзької держави Франш-Конте відійшло до іспанської гілки династії, але формально вважалось частиною Священної Римської імперії. За умовами Першої аахенської угоди (1668) Франція поступилась Франш-Конте Іспанії. У 1674 році французькі війська зайняли Франш-Конте, і область відійшла до Франції за умовами Німвегенського миру 1678 року. Виняток склав північно-східний округ Монбельяр, включений до складу Франції тільки у період революційних війн у 1793 році. У період Великої французької революції територія Франш-Конте була розділена на департаменти. У 1960—1970-их роках за нового економічного й адміністративного районування Франції Франш-Конте було відтворено як самостійний регіон.